# Nearcha benecristata
Nearcha benecristata là một loài bướm đêm trong họ Geometridae.